# نيبيرو

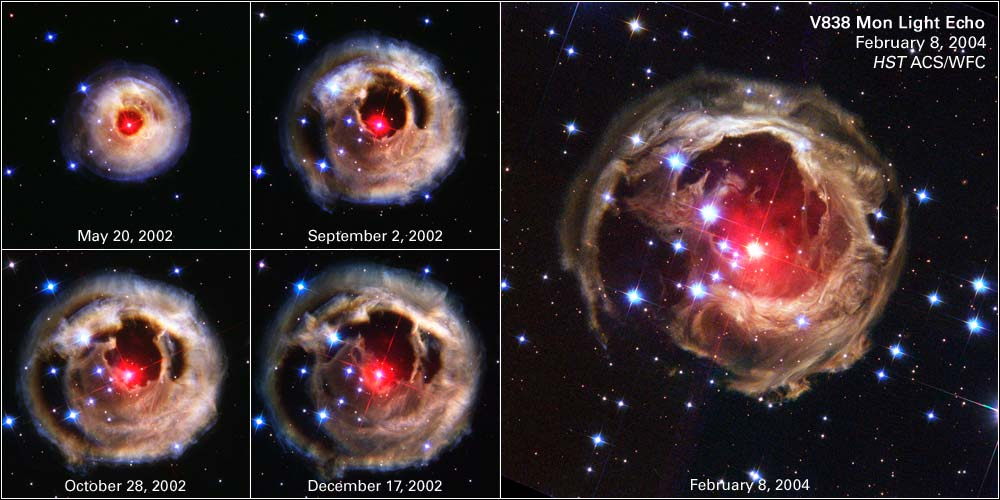
عدة صور تبين انعكاس ضوء النجم المتغير الأحمر V838 Monocerotis، للفترة بين 20 مايو 2002 وشهر فبراير 2004.

نيبيرو (بالإنجليزية: Nibiru)‏ أو كوكب إكس أو (بالإنجليزية: Hercolubus)‏ هو اسم جرم سماوي ذكر في الأساطير البابلية باسم نيبور، وهو أيضا الاسم الذي يطلق على كوكب افتراضي اقترحه الباحثون في الأجسام الفلكية المجهولة ومنهم زكريا سيتشين على فكرة أن هنالك حضارات قديمة حصلت على المعرفة والتنمية من خلال اتصالات افتراضية من خارج كوكب الأرض. ومع ذلك، فإن هذه الفكرة غير مقبولة من جانب العلماء والمؤرخين.
ويعتقد في حضارة المايا أن الجرم سوف يقترب من الأرض في عام 2012 مسببا عدة آثار مثل الزلازل والبراكين والأعاصير بحسب اعتقادهم، وما زالت البحوث جارية حول حقيقة هذا الكوكب المجهول.
ولقد لوحظ إن المجالات المغناطيسية للأرض بدأت تتأثر ويتغير موقعها بشكل طفيف متأثرة بقوى خارجية يعتقد إنها من تأثير كوكب خارجي وهو الكوكب المجهول وحصل تسجيل ذلك اعتبارا من عام 2014، ولا يعلم تأثير ذلك على طبيعة الغلاف الجوي والمناخ على سطح الأرض مستقبلا!.

## اصطدام نيبيرو
أثيرت مخاوف جديدة حول حقيقة هذا الكوكب واصطدامه بسطح الأرض من قبل جماعات غير علمية أغلبها دينية ومجموعة من المنجمين.
لقد استندت بعض الجهات العلمية الأكاديمية على ماجاء في كتاب (مثير للجدل) صدر في عام 1967 تحت مسمى الكواكب الإثنى عشر، ومؤلفه زكريا سيتشين، حيث فسر بعض نصوص الكتابة المسمارية التي تعود للحضارة السومرية قبل 6000 عام، ذكر فيها: بان كائنات هبطت من السماء عرفت باسم أنوناكي جاءت من على سطح كوكب يعرف باسم نيبيرو ووضع الأنوناكي مصانع جينات على سطح الأرض لتكوين عرق جديد من الخدم، وعندما غادروا كوكب الأرض تركوا هؤلاء البشر (الخدم) يحكمون الكوكب حتى يعودوا إليهِ مرة أخرى.
وكما يبدو إن هذهِ القصة تبدو نوعاً من الخيال، وهي ترجمة لكتابة عمرها 6000 سنة مضت، وعلى ضوء ما جاء في هذا الكتاب أعتقد بعض الناس بصحة هذهِ الخرافة وان الكوكب الدائر حول الشمس في مدار بيضوي تكون الشمس في إحدى بؤرتيه سوف يعود قريباً من الشمس حسب معتقدهم في عام 2012، ويعتقدون انه بعودة كوكب نيبيرو سيحدث الدمار على وجه الأرض.
وفي عام 1993، ظهر كتاب بعنوان (نذر الخراب) وهو أحد أكثر الكتب مبيعاً في العالم، يذكر انه على ضوء هذه الاكتشافات، يثبت بان كوكب نيبيرو، هو في حقيقة الأمر نفسه الكوكب المجهول إكس الذي يبحث عنهُ الفلكيون لمدة تزيد عن القرن، وذكر مؤلف الكتاب: بان الدراسات تثبت بان نيبيرو يتحرك باتجاه كوكب الأرض وبحلول عام 2012 سيصل إلى النظام الداخلي من النظام الشمسي وسيتسبب بأضرار جسيمة. وهذا التلاعب في الدراسات الفلكية كان الهدف منهُ زيادة نسبة مبيعات الكتاب. ونلاحظ بانه لا توجد علاقة بين الكوكبين وان كان هناك خلط بينهما للترويج لشائعة نهاية العالم في عام 2012، فما يسمى بكوكب نيبيرو الذي هو مجرد أسطورة تعود إلى الحضارة السومرية، أما كوكب إكس فهو تسمية لبحث علمي أجري عن جسم فضائي (محتمل) يؤثر في حركة الأجرام في حزام كويبر، ولا يوجد دليل علمي على وجود أيا من هذين الكوكبين وقد أعلن العديد من علماء الفلك نفيهم لوجود ما يسمى بكوكب نيبيرو ولا وجود لما يسمى بكوكب إكس.

## ناسا تنفي
نفت وكالة ناسا حدوث أصطدام لهذا الكوكب بالأرض في إحدى تصريحاتها على موقعها في شبكة الإنترنت وتقول ان منشئ هذه الأكاذيب هم رواد فضاء هوليود لاجل صناعة أفلام كاذبة بهدف الربح منها، وان ليس هناك كوكب يسمى نيبيرو وأن اسم هذا الكوكب هو مجرد اسم لإحدى الآلهة السومرية في الأساطير القديمة كما بينت انه لا يمكن أن نشاهد جرما سماويا في النهار - كما تقول الإشاعات - كما انه ليس هنالك في الوقت الراهن أي كوكب معروف - مثل كوكب ايريس - سيقترب من الأرض إلى هذه المسافة ليظهر نهارا ويضيء السماء ليلا أو أن يشاهد بوضوح بالعين المجردة في شرق آسيا كما نشر ذلك عام 2009.
وهذه ليست المرة الأولى التي يتناقل فيها مروجو الأكاذيب والأخبار الملفقة قصصا عن الكون، فلقد تناقلت وسائل الإعلام خبرا يقول أن كوكب المريخ سيقترب من الأرض، وسيظهر في السماء بحجم القمر نهاية عام 2007، وانتهى عام 2019 ولم يظهر المريخ بحجم القمر!.